# Szcintilláció (fizika)
Szcintilláció során egy ionizáló részecske (pl. β-részecske vagy γ-foton) hatására fényfelvillanás keletkezik. Magát a fényfelvillanást nevezzük szcintillációnak, szcintillátornak pedig a fényfelvillanást kibocsátó anyagot nevezzük.

## Felhasználása
Ionizáló részecskék vagy fotonok detektálására használják.

## Szcintillációs számláló
Célja a detektor által elnyelt sugárzás részecskéinek, fotonjainak megszámlálása, illetve energiájuk szerinti osztályozása. A szcintillációs számláló felépítését tekintve egy szcintillátorból, egy fotoelektron-sokszorozóból (nagy érzékenységű fényérzékelő, a gyenge szcintillációkat elektromos impulzusokká alakítja át) és egy elektronikus eszközből (elektromos impulzusokat felerősíti, amplitúdójuk szerint analizálja, megszámlálja) épül fel.